# Crystal Palace FC
Crystal Palace Football Club is een Engelse voetbalclub afkomstig uit Londen. De club werd opgericht in 1905 en speelt haar thuiswedstrijden sinds 1924 in Selhurst Park.

## Geschiedenis

### Professioneel voetbal

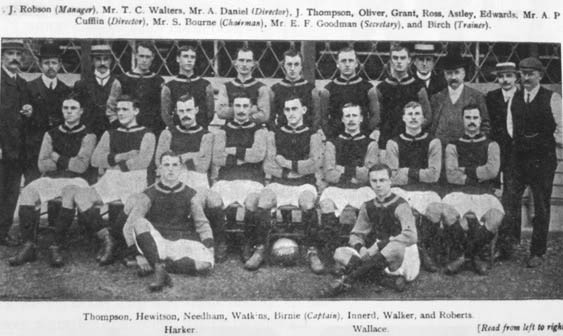
1905-06 team.

In 1854 werd het Crystal Palace-gebouw verplaatst van Hyde Park naar Zuid-Londen, nabij Sydenham. Het bedrijf dat eigenaar was van het gebouw startte in 1861 een amateurvoetbalclub onder de naam Crystal Palace FC, nadat het in 1857 al met een cricketteam was begonnen. De amateurclub werd in 1863 een van de oprichters van de Engelse Football Association en nam deel aan de eerste FA Cup in 1871/72, waarin ze in de halve finale werden uitgeschakeld door Royal Engineers.
Op 10 september 1905 werd de professionele voetbalclub Crystal Palace opgericht. De nieuwe club met dezelfde naam, afgeleid van het Kristallen paleis dat voor de wereldtentoonstelling van 1851 werd gebouwd, ging in hetzelfde stadion spelen. Doordat het aanvankelijk werd afgewezen door de English Football League nam het deel aan de Southern Football League Second Divison. In haar debuutseizoen, 1905/06, werd het direct kampioen en promoveerde het naar de First Division. Door de uitbraak van de Eerste Wereldoorlog werd de club gedwongen afstand te nemen van de speellocatie en werd de competitie opgeschort. Het verhuisde naar het Herne Hill Velodrome en drie jaar later, in 1918, volgde een verhuizing naar The Nest.
In 1920 was Crystal Palace een van de oprichters van de nieuwe Football League Third Division waaraan het ook zou gaan deelnemen, waardoor er een einde kwam aan deelname aan de Southern Football League. Wederom werd de club kampioen in een debuutseizoen. Enkele jaren later, in 1924, verhuisde de club opnieuw, ditmaal naar Selhurst Park waar het tot op de dag van vandaag haar thuiswedstrijden speelt. Onder toeziend oog van 25.000 toeschouwers werd de eerste wedstrijd op het nieuwe terrein met 0-1 verloren van Sheffield Wednesday. Haar eerste seizoen op nieuwe grond resulteerde in een degradatie, waarna Crystal Palace tot aan de Tweede Wereldoorlog verwoede pogingen deed om terug te keren op het niveau van voorheen. Doordat enkel de kampioen promoveerde kon de club niet terug promoveren en eindigde meestal in de middenmoot met af en toe een goede notering maar ook soms een laatste plaats. Tijdens de oorlog lag de competitie wederom stil. Na de hervatting waren The Eagles lange tijd niet in staat om noemenswaardige prestaties te noteren.

### Opmars
In 1958 werden de twee Third Divisions herleid tot één en werd de Fourth Division opgericht, door een veertiende plaats kon de club zich niet kwalificeren voor de Third Division. Na twee seizoenen werd de Crystal Palace onder leiding van oud-Tottenham Hotspur hoofdtrainer Arthur Rowe vicekampioen en promoveerde het. De promotie markeerde de ommekeer voor de club uit Zuid-Londen, want onder leiding van Dick Graham en Bert Head werden in 1964 en 1969 opnieuw promoties veiliggesteld. Hierdoor speelde The Glaziers vanaf 1969 op het hoogste niveau, de First Division. In deze periode speelde Peter Simpson voor de club, de Schot vestigde een record dat waarschijnlijk nooit verbroken zal worden, hij scoorde 165 goals in 195 wedstrijden. Een andere geliefde speler uit begin jaren 60 was Johnny Bynre die erin slaagde om geselecteerd te worden voor het nationaal elftal toen hij met Crystal Palace net in de derde klasse speelde. Slechts vijf spelers die niet in de top twee divisies speelden slaagden hier ooit in. Hij werd getransfereerd naar West Ham United voor wat toen een record transfersom was. In het eerste seizoen in de hoogste klasse eindigde Crystal Palace met één punt voorsprong op degradant Sunderland. De volgende twee seizoenen kon de club zich opnieuw redden, maar in 1973 kon de club de degradatie niet meer vermijden. Het ging van kwaad naar erger en Crystal Palace kon het daaropvolgende seizoen ook niet meer in de Second Division standhouden. Daardoor vond het zichzelf in het seizoen 1974/75 terug in de Third Division.
De twintigjarige Jim Cannon maakte zijn debuut bij de club en scoorde in zijn eerste wedstrijd de tweede goals tegen Chelsea, hij zou 660 keer voor de club spelen in zijn 16-jarige carrière.

#### Terry Venables
De club haalde in het seizoen 1975/76 voor het eerst in het bestaan de halve finale van de FA Cup en versloeg grote clubs als Leeds United, Chelsea en Sunderland totdat Southampton de zegereeks stopte. Het succes in de beker kon in de competitie geen vervolg worden gegeven. Onder leiding van Terry Venables kon een seizoen later wel promotie naar de Second Division worden gevierd. Twee jaar later werd de club kampioen op dat niveau en promoveerde terug naar de First Division. De club eindigde voor het eerst op een comfortabele plaats in de competitie, waarbij het zelfs enige tijd aan de leiding ging. Na afloop van het seizoen verliet Venables de club voor de baan als hoofdtrainer van Queens Park Rangers. Door financiële moeilijkheden viel de succesvolle selectie noodgedwongen uiteen wat uiteindelijk resulteerde in degradatie na afloop van het seizoen 1980/81. Die leek al lange tijd onvermijdelijk en uiteindelijk eindigde Crystal Palace met dertien punten achterstand op Leicester City. In die tijd telde een overwinning voor twee punten dus was de achterstand groter dan deze vandaag de dag zou zijn.

### Nieuwe eigenaar
In 1981 kocht voormalig Wimbledon-voorzitter Ron Noades Crystal Palace en stuurde hoofdtrainer Malcolm Allison de laan uit. Voormalig Wimbledon-trainer Dario Gradi moest Crystal Palace terug naar het hoogste niveau leiden, zoals hij eerder Wimbledon al naar hogere divisies had geleid, maar Gradi kon geen goede resultaten behalen en werd ontslagen. Ook de twee trainers die volgde kende geen successen. Dave Bassett, trainer van Wimbledon, verbaasde Crystal Palace door vier dagen nadat hij trainer werd van de club ontslag te nemen om terug te keren naar Wimbledon.

#### Steve Coppell
De 29-jarige Steve Coppell, die net zijn spelerscarrière vroegtijdig had beëindigd bij Manchester United vanwege een knieblessure, werd de nieuwe trainer. Hij wist goed samen te werken met clubeigenaar Noades en bouwde het team weer op. In 1985/86 werd de club vijfde en na twee zesde plaatsen promoveerde de club in 1989 terug naar het hoogste niveau. Veel fans van The Eagles waren niet gelukkig met de beslissing van Coppell om het contract van de Schotse clublegende Jim Cannon in 1988 niet te verlengen na 16 jaar. Die ontbrak daardoor bij het nieuwe succes van de club.
Palace eindigde bij haar terugkeer op het hoogste niveau op de vijftiende plaats en bereikte voor het eerst in de geschiedenis de finale van de FA Cup. Ze schakelden Liverpool uit in een sensationele wedstrijd. De club lag eerst 0-1 achter, kwam vervolgens 2-1 voor, daarna 2-3 achter en won uiteindelijk met 4-3. Eerder dat seizoen had Liverpool de club nog een pak slaag gegeven door met 9-0 te winnen. In de finale speelde de club eerst gelijk tegen Manchester United (3-3), maar verloor het met 0-1 in de replay.
De club wist voort te borduren op het succes en streed in 1990/91 zelfs mee om de titel in de First Division. Hierin eindigde het op de derde plaats, wat tot op heden de beste prestatie in de clubgeschiedenis is. Dat seizoen werd ook de Full Members Cup gewonnen met een 4-1-overwinning op Everton, tot dusver hun enige trofee in de prijzenkast van Crystal Palace.
De club kon geen Europees vervolg breien aan de uitstekende prestatie, want door het Heizeldrama werden alle Engelse clubs vijf jaar lang verbannen uit de Europese clubvoetbaltoernooien. Daarna moesten de clubs van 0 af beginnen en hun plaatsen in de Europese competities verdienen, waardoor begin jaren 90 enkel de vicekampioen mocht deelnemen aan de UEFA Cup. Nadat het stadion van Wimbeldon gesloten werd deelde Crystal Palace haar terrein met een andere club. Dit had het eerder al gedaan met een andere stadgenoot, Charlton Athletic, nadat hun stadion werd gesloten in 1985.
In de zomer van 1991 verliet steraanvaller Ian Wright de club voor Arsenal, desalniettemin eindigde Crystal Palace dat volgende seizoen op een tiende plaats en werd het daardoor een van de oprichters van de nieuwe Premier League. Na afloop van dat seizoen werd een andere belangrijke aanvaller, Mark Bright, verkocht aan Sheffield Wednesday. Hierdoor hadden The Eagles dat seizoen alle moeite tot doelpunten te komen. Desondanks verzamelde het 49 punten, maar degradeerde het wel. Dit is tot op de dag van vandaag het hoogste aantal punten behaald door een degradant.

#### Alan Smith
Na de degradatie nam Coppell ontslag en nam zijn assistent-trainer Alan Smith de positie van hoofdtrainer over. Smith leidde Crystal Palace met zeven punten voorsprong op Nottingham Forest naar de titel in de First Division, waardoor het promoveerde naar de Premier League. Het volgende seizoen werd de halve finale van zowel de FA Cup als de League Cup bereikt. In de competitie zat het echter niet mee, de Premier League werd van 22 naar 20 clubs gebracht voor het volgende seizoen waardoor er vier degradanten waren, Crystal Palace zat er op de laatste speeldag bij.
Eerder dat seizoen, op 25 januari 1995, speelde Crystal Palace thuis tegen het Manchester United van Alex Ferguson. Nadat United-middenvelder Éric Cantona een gefrustreerde tackle inzette op Palace-verdediger Richard Shaw, werd hij van het veld gestuurd. Toen hij naar de tunnel liep werd hij uitgedaagd door Palace-supporter Matthew Simmons, dit maakte de Fransman zo kwaad dat hij de fan een vliegende trap gaf, dit werd bekend als de Cantona Kung-Fu Kick en dit bleef niet ongestraft.

#### Terugkeer van Coppell
Enkele dagen na de degradatie werd Smith ontslagen en keerde Steve Coppell terug. Vele spelers werden verkocht waardoor Crystal Palace een heel ander team aan de start van het volgende seizoen had staan. Die begon slecht en na zeven maanden moest Coppell het veld ruimen toen degradatie in zicht kwam. Waarna er wederom iemand terugkeerde, want ditmaal werd Dave Bassett weer aangesteld als hoofdtrainer. Hij deed het veel beter dan zijn eerste keer en haalde de ene overwinning na de andere binnen die de club zelfs naar de derde plaats bracht. Crystal Palace haalde de finale van de play-offs, maar verloor daarin van Leicester City. Het volgende seizoen verliep ook vlot, maar hoofdtrainer Bassett vertrok gedurende dat seizoen plotseling om aan de slag te gaan bij Nottingham Forest. Hierop werd Coppell opnieuw binnengehaald en eindigde Crystal Palace op de zesde plaats, net genoeg voor deelname aan de play-offs. In de finale versloeg het Sheffield United met 1-0 en promoveerde zo opnieuw naar de Premier League.
Op 4 augustus 1997 tekende de Italiaanse middenvelder Attilio Lombardo bij de club. Ondanks zijn vaardigheden, die door de fans van The Eagles als een van de beste spelers uit de clubgeschiedenis wordt beschouwd, kwam de club niet weg van de laatste plaats in de Premier League. Begin 1998 nam Lombardo samen met Tomas Brolin het trainerschap over, maar samen konden ze de degradatie niet afwenden.

### Overname van Mark Goldberg
In maart 1998, net voor degradatie verkocht Ron Noades zijn meerderheidsaandelen aan Mark Goldberg die hoopte om de club op vijf jaar tijd in een Europese grootmacht te veranderen. Steve Coppell werd directeur en Terry Venables keerde terug als trainer. Die zomer nam de ploeg van Venables deel aan de Intertoto Cup, haar eerste deelname aan een Europese competitie. Hierin werd het direct uitgeschakeld. De droom voor succes werd al snel een nachtmerrie toen bleek dat Goldberg zijn financiële beloften niet kon waarmaken en de club onder curatele kwam te staan. Hierdoor verliet Venables de club al snel en werd Steve Coppell opnieuw trainer van The Eagles, terwijl Peter Morley voorzitter werd. Coppell kon de club in de middenmoot houden in 1998/99 en redde de club van degradatie het volgende seizoen.

### Overname van Simon Jordan
In juli 2000 werd de bijna failliete club gekocht door Jerry Lim die ze onmiddellijk weer verkocht aan ondernemer en Palace-fan Simon Jordan. Hij verving Steve Coppell door Alan Smith, omdat de club in het voorseizoen enkele nederlagen leed van teams buiten de Football League. De financiële problemen verdwenen, maar degradatie naar het derde niveau lonkte. Smith werd aan de deur gezet ondanks dat hij wel de halve finale van de League Cup bereikte.
In aanloop naar het seizoen 2001/02 werd Steve Bruce aangesteld als trainer bij Palace. Na een goede start verliet Bruce de club reeds na vier maanden voor Birmingham City. Deze overstap maakte hem heel onpopulair bij de fans van de club. Bruce werd opgevolgd door Trevor Francis, die ironisch gezien zijn voorganger was bij Birmingham City. Onder Francis kon de club de goede resultaten niet aanhouden en eindigde het in de middenmoot. Hij bleef tot het volgende seizoen toen opnieuw een plaats in de middenmoot werd behaald.

#### Iain Dowie
Steve Kember werd de nieuwe trainer en zorgde voor drie opeenvolgende overwinningen aan de start van seizoen 2003/04. Daarna ging het snel bergaf en in november 2003 werd hij ontslagen toen de degradatiezone dichtbij kwam. Kit Symons nam het een maand over en verbeterde de club al meteen, maar onder leiding van Iain Dowie ging het nog een stuk beter. Dowie transformeerde Palace van degradatiekandidaat rond Kerstmis naar de zesde plaats aan het einde van het seizoen. Op de laatste speeldag had de club genoeg aan een gelijkspel tegen Coventry City, maar verloor en leek het net naast de play-off te grijpen. In de 90e minuut maakte West Ham United echter de gelijkmaker tegen Wigan Athletic, waardoor Palace zesde werd en de eindronde haalde. Crystal Palace won thuis met 3-2 van Sunderland en verloor uit met 2-1, de regel van uitdoelpunten die Sunderland zouden doorlaten gold niet in de eindronde en er werden strafschoppen genomen, Palace won. In de finale van de play-offs versloeg de club West Ham United met 1-0 en promoveerde opnieuw naar de Premier League. Ondanks de inspanningen van Dowie en de goals van Andrew Johnson degradeerde de club op 15 mei 2005 na een 2-2 gelijkspel tegen Charlton Athletic. Door het verlies van Norwich City had de club genoeg aan een overwinning bij Charlton Athletic en een penalty van Andrew Johnson twintig minuten voor tijd leek die overwinning veilig te stellen. De gelijkmaker vlak voor tijd zorgde echter toch voor tranen, want de overwinning van West Bromwich Albion zorgde ervoor dat dit resultaat niet genoeg was.
Iain Dowie werd enkele dagen eerder van zijn contract vrijgelaten omdat hij dichter bij zijn familie in het noorden van Engeland wou zijn. Simon Jordan begreep hem en liet hem vrij. Op de dag dat Andrew Johnson aan Everton verkocht werd tekende Dowie een contract bij stadgenoot Charlton Athletic. Eigenaar Jordan voelde zich in de zak gezet nu Dowie slechts zes kilometer dichter bij zijn familie was. Jordan daagde hem voor het gerecht.

#### Neil Warnock
Peter Taylor kwam over van Hull City en werd de nieuwe hoofdtrainer. Hij haalde vele spelers binnen en maakte een goede start door drie keer op rij te winnen, maar vervolgens ging het slechter en stond de club op een bepaald moment zelfs twintigste. Jordan bleef vertrouwen hebben in Taylor en aan het einde van het seizoen eindigde de club op de twaalfde plaats. Na een teleurstellend begin van het seizoen 2007/08 werd Taylor toch ontslagen door de voorzitter.
Neil Warnock volgde Taylor op als manager en onder zijn bewind slaagde Crystal Palace er in extremis alsnog in om zich te plaatsen voor de play-offs om promotie. Het team eindigde namelijk op een knappe vijfde plaats op de eindranglijst, terwijl het enkele maanden eerder anoniem in de middenmoot bengelde. Bristol City was uiteindelijk te sterk in de play-offs.
In het seizoen 2008/09 was het doel van de club om wederom in de top zes te eindigen en bijgevolg deel te nemen aan de play-offs. Echter, een seizoen van hoop eindigde op een teleurstellende vijftiende plaats, waarbij het team nooit aanspraak maakte op meer. Ondertussen verschenen er opnieuw donkere wolken aan de hemel boven Selhurst Park. Jordan had de afgelopen seizoenen veel geld geïnvesteerd in zijn jacht naar promotie, maar een lening afgesloten bij een hedge fund noopt de club tot een loodzware afbetaling. Als enige geldschieter blijft Jordan de kosten aflossen, maar naar het einde van het seizoen maakte hij kenbaar dat de club te koop stond.

### Faillissement aanstaande
Het seizoen 2009/10 vangt nog aan met Warnock als manager en Jordan nog steeds als voorzitter daar er vooralsnog geen koper gevonden werd. De ploeg van Warnock gaat goed van start, maar in december 2009 komt aan het licht dat Crystal Palace achterloopt met zijn afbetalingen en dat de club een schuldenlast torst van circa 30 miljoen pond. Hierdoor komt het onder curatele te staan en wordt Jordan ontheven uit zijn functie. Een curator werd door de Londense handelsrechtbank aangesteld om een overname partij te vinden. Victor Moses werd voor veel geld verkocht aan Wigan Athletic en José Fonte vertrok naar Southampton, waardoor er voldoende gelden waren om het seizoen uit te spelen. Warnock koos echter eieren voor zijn geld en vertrok zelf naar Queens Park Rangers.
Terwijl de curator naarstig op zoek was naar een overname partij moest interim-trainer Paul Hart proberen Palace in het Championship te houden. Omwille van alle perikelen glijdt Crystal Palace af in het klassement en belandt het net boven de degradatieplaatsen. Op de allerlaatste speeldag wist de club haar positie veilig te stellen door met 2-2 gelijk te spelen op bezoek bij degradatie concurrent Sheffield Wednesday. Dit resultaat werd op een emotionele manier gevierd door spelers en supporters.
12 juni 2010 werd door de curator als ultieme datum aangeduid waarop een overname moest worden beklonken, anders was het geld op en zou de club onherroepelijk verdwijnen. Twee lokale ondernemers, Steve Parish en Martin Long, weten tot een akkoord te komen met alle schuldeisers en redden de club op de valreep. Beiden betalen alle openstaande schulden, kopen Selhurst Park zelfs opnieuw aan van de Bank of Scotland die er een hypotheek op had rusten, en vervoegen club en stadion opnieuw in één entiteit. Dit alles behelst dat Crystal Palace op enkele weken tijd van bijna dood naar springlevend evolueert.

### Een nieuwe start
Aan het begin van het nieuwe seizoen, 2010/11, kondigt de nieuwe organisatie aan dat Paul Hart bedankt wordt voor het harde werk. George Burley werd aangesteld als de nieuwe hoofdtrainer. Zijn eerste beslissing was om de broodnodige veranderingen in de selectie door te voeren. Ervaren spelers als Shaun Derry en Clint Hill vloeien transfervrij af, in hun plaats komen voornamelijk gehuurde spelers die de club minder geld kosten. Financieel realisme en bescheiden ambities werden de nieuwe kernwoorden van het beleid van Crystal Palace. Het seizoen gaat moeizaam van start en al snel kwam de klad in het spel en vertoeft het team permanent op een degradatieplaats. Het lukte Burley niet het tij te keren en werd daarom in december aan de kant gezet. Na een 1-0 nederlaag tegen lokale rivalen Millwall besloot het bestuur in te grijpen en hem op non-actief te zetten. Zijn assistent, clubicoon Dougie Freedman, werd aangesteld als tijdelijk vervanger.
Het bestuur onderhandelde even met Bournemouth om Eddie Howe los te weken, maar hij besluit zijn werkgever trouw te blijven. In januari 2011 werd Freedman permanent aangesteld als trainer van de club. Onder zijn leiding boekt Crystal Palace goede resultaten in thuiswedstrijden. Op regelmatige basis worden in Selhurst Park voldoende punten gewonnen om de degradatieplaatsen te ontstijgen, echter duurde de miserabele vorm in uitwedstrijden voort. Omwille van de slechte vorm van Preston North End, Scunthorpe United en vooral Sheffield United is Crystal Palace twee wedstrijden voor het einde zeker van het lijfsbehoud in het Championship.
Voor het nieuwe seizoen moest er het een en ander veranderen. Spelers als Nathaniel Clyne en Julián Speroni genieten belangstelling van andere clubs, maar Crystal Palace weet het drietal aan boord te houden. Hierdoor vangt de club het seizoen 2011/12 met voorzichtig optimisme en realistische ambities aan. Na een dramatische eerste speeldag keren de kansen direct. Crystal Palace beleeft zijn beste start in het Championship in 25 jaar en staat na 13 speeldagen op een derde plaats met 23 punten. Gedurende de openingsmaanden van het seizoen laat Freedman zijn elftal avontuurlijk en aanvallend voetbal spelen en vertoeft permanent aan de top van de ranglijst. In oktober besloot Freedman onverwachts te vertrekken bij The Eagles voor een positie bij Bolton Wanderers. Het bestuur stemt ontgoocheld in met de afkoopsom die Bolton op tafel wil leggen om de trainer over te nemen.

#### Ian Holloway
Op 3 november 2012 maakte Crystal Palace bekend dat Ian Holloway de overstap zou maken van Blackpool om de nieuwe trainer te worden. Holloway leidt Palace in de maanden na zijn aanstelling door de competitie waarbij voor nieuwjaar de resultaten goed blijven. Echter, begin 2013 komt de klad beetje bij beetje in het spel wanneer de spelers lijken te beseffen dat het seizoen lijkt te gaan uitdraaien op een strijd om promotie. De stress en de spanning slaan toe en de spelersgroep, de seizoenen voordien gepokt en gemazeld in de degradatiestrijd, spelen bij momenten zenuwachtig, niet gewend aan het nieuwe gegeven dat ze bij het groepje promotie-kandidaten horen daar waar voor het seizoen een veilig seizoen in de middenmoot zonder degradatiezorgen was vooropgesteld, de twee voorgaande seizoenen indachtig.
Met veel vallen en opstaan sleurt Crystal Palace zich richting het seizoenseinde en mede omdat andere play-offkandidaten eveneens niet goed kunnen omgaan met de stress haalt Crystal Palace de play-offs met de hakken over de sloot. Daarin ontmoet het rivaal Brighton & Hove Albion. The Seagulls, onder aanvoering van de flamboyante Gustavo Poyet, zien een mooi en avontuurlijk seizoen bekroond met een vierde plaats. De ploeg verkeert in bloedvorm en wordt betiteld als dé grote favoriet in de dubbele confrontatie met het wisselvallig spelende Crystal Palace. In de heenwedstrijd weet men niet te scoren en eindigt de wedstrijd dus in 0-0. In de terugwedstrijd toont Holloway zich een tactische trainer door enkele onverwachte ingrepen te doen. Zo speelt jeugdproduct Wilfried Zaha frank en vrij en scoort tweemaal tegen de grote rivaal. De wedstrijd eindigde daardoor in een 0-2 overwinning en resulteerde in een plaatsje in de finale tegen Watford. Ook in de finale werden The Eagles weinig kansen toegedicht tegen een sterk Watford dat, getraind door Gianfranco Zola, een goed seizoen had gespeeld mede dankzij enkele huurspelers van het Italiaanse Udinese. Na een zenuwachtige partij stond het na 90 minuten nog steeds 0-0 zonder een overwicht voor een van beide clubs. In de verlenging maakte veteraan Kevin Phillips het beslissende doelpunt in het voordeel van Palace en de ploeg nadien stand tot de 120ste minuut en mocht het dus onverwacht weer naar de Premier League waar het voor het laatst actief was in 2004/05.

#### Trainerscarrousel
Nadat Holloway besloot te vertrekken in oktober 2013 was Tony Pulis kortstondig hoofdtrainer van de club en keerde ook Neil Warnock terug voor een nieuw dienstverband totdat Alan Pardew in januari 2015 werd overgenomen van Newcastle United. In zijn eerste volledige seizoen leidde Pardew de club voor het eerst in 26 jaar naar de FA Cup-finale. Hierin trof het, net als de vorige keer, Manchester United, onder leiding van Louis van Gaal. Na verlenging werd er met 1-2 verloren van The Red Devils. Slechts enkele maanden later moest Pardew alweer plaats maken door tegenvallende resultaten. Sam Allardyce moest The Eagles in de Premier League houden en dat lukte hem. Desalniettemin zette de club haar samenwerking met de Engelse coach niet voort en stelde het Frank de Boer aan.

#### Roy Hogdson
De Nederlander hield het maar 77 dagen vol als eindverantwoordelijke van de club. De Boer werd na zijn eerste vier verloren wedstrijden op straat gezet en opgevolgd door voormalig bondscoach van Engeland, Roy Hodgson. Hij wist de ploeg naar een elfde plaats te leiden in zijn eerste seizoen, waarna in zijn tweede en derde seizoen nog een twaalfde en veertiende eindklassering werden behaald.
Op 18 mei 2021 werd aangekondigd dat de overeenkomst van Hodgson niet verlengd zou worden, nadat hij de club opnieuw naar de veertiende plaats had weten te leiden. Crystal Palace hoopte met voormalig Arsenal-aanvoerder Patrick Vieira een nieuwe boost aan de club te geven. Ondanks het bereiken van de halve finale in de strijd om de FA Cup en een twaalfde eindplaats in zijn eerste seizoen werd hij zo'n 9 maanden later op straat gezet na een reeks slechte resultaten. De club stond met nog twaalf wedstrijden te gaan slechts drie punten boven de degradatieplaatsen.
Hierop werd Hodgson opnieuw aangesteld als hoofdtrainer van Crystal Palace. Hij wist de club te behouden voor het hoogste niveau door uiteindelijk zelfs als elfde te eindigen dat seizoen. Hij verlengde zijn contract met een jaar en begon goed aan het seizoen 2023/24. Halverwege zakte de ploeg langzaam af richten de onderste regionen en moest Hodgson zijn werkzaamheden neerleggen vanwege gezondheidsklachten. Sportief directeur, en voormalig hoofdtrainer, Dougie Freedman besloot hierop Oliver Glasner aan te stellen. De oud-trainer van onder andere Wolfsburg en Eintracht Frankfurt, met wie hij de Europa League wist te winnen, wist het spel en de resultaten van het team te verbeteren. Met talentvolle spelers als Jean-Philippe Mateta, Eberechi Eze, Michael Olise, Tyrick Mitchell en Marc Guéhi werd er onder andere gewonnen van titelkandidaat Liverpool (0-1), stadsgenoot West Ham United (5-2), Newcastle United (2-0), Manchester United (4-0) en Aston Villa (5-0). The Eagles eindigde het seizoen 2023/24 op de tiende plaats.

## Erelijst
- Full Members Cup

1991
- FA Cup

2025
- FA Community Shield

2025

## Eerste elftal

### Selectie
| Nr.           | Naam                 | Sinds      | Contract   | Vorige club             |
| Doelmannen    | Doelmannen           | Doelmannen | Doelmannen | Doelmannen              |
| ------------- | -------------------- | ---------- | ---------- | ----------------------- |
| 1             | Dean Henderson       | 2023       | 2028       | Manchester United       |
| 31            | Remi Matthews        | 2021       | 2025       | Sunderland              |
| –             | Louie Moulden        | 2024       |            | Wolverhampton Wanderers |
| Verdedigers   |                      |            |            |                         |
| 2             | Joel Ward            | 2012       | 2025       | Portsmouth              |
| 3             | Tyrick Mitchell      | 2020       | 2025       |                         |
| 4             | Rob Holding          | 2023       | 2026       | Arsenal                 |
| 5             | Maxence Lacroix      | 2024       | 2029       | Wolfsburg               |
| 6             | Marc Guéhi           | 2021       | 2026       | Chelsea                 |
| 12            | Daniel Muñoz         | 2024       | 2027       | Genk                    |
| 17            | Nathaniel Clyne      | 2020       | 2025       | Liverpool               |
| 26            | Chris Richards       | 2022       | 2027       | Bayern München          |
| 34            | Chadi Riad           | 2024       | 2029       | Real Betis              |
| Middenvelders |                      |            |            |                         |
| 8             | Jefferson Lerma      | 2023       | 2026       | Bournemouth             |
| 10            | Eberechi Eze         | 2020       | 2027       | Queens Park Rangers     |
| 11            | Matheus França       | 2023       | 2028       | Flamengo                |
| 15            | Jeffrey Schlupp      | 2017       | 2025       | Leicester City          |
| 18            | Daichi Kamada        | 2024       | 2026       | Lazio                   |
| 19            | Will Hughes          | 2021       | 2025       | Watford                 |
| 20            | Adam Wharton         | 2024       | 2029       | Blackburn Rovers        |
| 28            | Cheick Doucouré      | 2022       | 2029       | Lens                    |
| Aanvallers    |                      |            |            |                         |
| 7             | Ismaïla Sarr         | 2024       | 2029       | Marseille               |
| 14            | Jean-Philippe Mateta | 2022       | 2026       | Mainz                   |
| 22            | Odsonne Edouard      | 2021       | 2025       | Celtic                  |
| –             | Eddie Nketiah        | 2024       | 2029       | Arsenal                 |

Laatste update: 30 augustus 2024

### Staf
| Functie            | Naam                | Sinds | Contract | Vorige club         |
| ------------------ | ------------------- | ----- | -------- | ------------------- |
| Hoofdtrainer       | Oliver Glasner      | 2024  | 2026     | Eintracht Frankfurt |
| Assistent-trainers | Michael Angerschmid | 2024  |          | Eintracht Frankfurt |
| Assistent-trainers | Ronald Brunmayr     | 2024  |          | Eintracht Frankfurt |
| Assistent-trainers | Patrick McCarthy    | 2023  |          | Crystal Palace –21  |
| Assistent-trainers | Emanuel Pogatetz    | 2024  |          | Austria Wien        |
| Keeperstrainer     | Dean Kiely          | 2018  |          | Ierland             |

Laatste update: 30 augustus 2024

## Overzichtslijsten

### Eindklasseringen sinds 1947
- 1947 18e
Third Division North / South
- 1948 13e
Third Division North / South
- 1949 22e
Third Division North / South
- 1950 7e
Third Division North / South
- 1951 24e
Third Division North / South
- 1952 19e
Third Division North / South
- 1953 13e
Third Division North / South
- 1954 22e
Third Division North / South
- 1955 20e
Third Division North / South
- 1956 23e
Third Division North / South
- 1957 20e
Third Division North / South
- 1958 14e
Third Division North / South
- 1959 7e
Fourth Division
- 1960 8e
Fourth Division
- 1961 2e
Fourth Division
- 1962 15e
Third Division
- 1963 11e
Third Division
- 1964 2e
Third Division
- 1965 7e
Second Division
- 1966 11e
Second Division
- 1967 7e
Second Division
- 1968 11e
Second Division
- 1969 2e
Second Division
- 1970 20e
First Division
- 1971 18e
First Division
- 1972 20e
First Division
- 1973 21e
First Division
- 1974 20e
Second Division
- 1975 5e
Third Division
- 1976 5e
Third Division
- 1977 3e
Third Division
- 1978 9e
Second Division
- 1979 1e
Second Division
- 1980 13e
First Division
- 1981 22e
First Division
- 1982 15e
Second Division
- 1983 15e
Second Division
- 1984 18e
Second Division
- 1985 15e
Second Division
- 1986 5e
Second Division
- 1987 6e
Second Division
- 1988 6e
Second Division
- 1989 3e
Second Division
- 1990 15e
First Division
- 1991 3e
First Division
- 1992 10e
First Division
- 1993 20e
Premier League
- 1994 1e
First Division
- 1995 19e
Premier League
- 1996 3e
First Division
- 1997 6e
First Division
- 1998 20e
Premier League
- 1999 14e
First Division
- 2000 15e
First Division
- 2001 21e
First Division
- 2002 10e
First Division
- 2003 14e
First Division
- 2004 6e
First Division
- 2005 18e
Premier League
- 2006 6e
Championship
- 2007 12e
Championship
- 2008 5e
Championship
- 2009 15e
Championship
- 2010 21e
Championship
- 2011 20e
Championship
- 2012 17e
Championship
- 2013 5e
Championship
- 2014 11e
Premier League
- 2015 10e
Premier League
- 2016 15e
Premier League
- 2017 14e
Premier League
- 2018 11e
Premier League
- 2019 12e
Premier League
- 2020 14e
Premier League
- 2021 14e
Premier League
- 2022 12e
Premier League
- 2023 11e
Premier League
- 2024 10e
Premier League
- 2025 12e
Premier League

- First Division
- Second Division
- Third Division
- Fourth Division
- Premier League
- Championship

ⓘ In 1992 invoering van de Premier League en opheffing van de Fourth Division; in 2004 opheffing van de First, Second en Third Division.

### Seizoensresultaten vanaf 2001
| 2000–2001 | 21 | 24 | Championship   | 46 | 12 | 13 | 21 | 57–70 | 49 | 17.061 |
| 2001–2002 | 10 | 24 | Championship   | 46 | 20 | 6  | 20 | 70–62 | 66 | 18.101 |
| 2002–2003 | 14 | 24 | Championship   | 46 | 14 | 17 | 15 | 59–52 | 59 | 16.867 |
| 2003–2004 | 6  | 24 | Championship   | 46 | 21 | 10 | 15 | 72–61 | 73 | 17.344 |
| 2004–2005 | 18 | 20 | Premier League | 38 | 7  | 12 | 19 | 41–62 | 33 | 24.103 |
| 2005–2006 | 6  | 24 | Championship   | 46 | 21 | 12 | 13 | 67–48 | 75 | 19.457 |
| 2006–2007 | 12 | 24 | Championship   | 46 | 18 | 11 | 17 | 59–51 | 65 | 17.541 |
| 2007–2008 | 5  | 24 | Championship   | 46 | 18 | 17 | 11 | 58–42 | 71 | 16.031 |
| 2008–2009 | 15 | 24 | Championship   | 46 | 15 | 12 | 19 | 52–55 | 56 | 15.220 |
| 2009–2010 | 21 | 24 | Championship   | 46 | 14 | 17 | 15 | 50–53 | 49 | 14.771 |
| 2010–2011 | 20 | 24 | Championship   | 46 | 12 | 12 | 22 | 44–69 | 48 | 15.351 |
| 2011–2012 | 17 | 24 | Championship   | 46 | 13 | 17 | 16 | 46–51 | 56 | 15.219 |
| 2012–2013 | 5  | 24 | Championship   | 46 | 19 | 15 | 12 | 73–62 | 72 | 16.933 |
| 2013–2014 | 11 | 20 | Premier League | 38 | 13 | 6  | 19 | 33–48 | 45 | 24.375 |
| 2014–2015 | 10 | 20 | Premier League | 38 | 13 | 9  | 16 | 47–51 | 48 | 24.375 |
| 2015–2016 | 15 | 20 | Premier League | 38 | 11 | 9  | 18 | 39–51 | 42 | 24.950 |
| 2016–2017 | 14 | 20 | Premier League | 38 | 12 | 5  | 21 | 50–63 | 41 | 25.161 |
| 2017–2018 | 11 | 20 | Premier League | 38 | 11 | 11 | 16 | 45–55 | 44 | 25.063 |
| 2018–2019 | 12 | 20 | Premier League | 38 | 14 | 7  | 17 | 51–53 | 49 | 25.455 |
| 2019–2020 | 14 | 20 | Premier League | 38 | 11 | 10 | 17 | 31–50 | 43 | 19.784 |
| 2020–2021 | 14 | 20 | Premier League | 38 | 12 | 8  | 18 | 41-66 | 44 | --     |
| 2021–2022 | 14 | 20 | Premier League | 38 | 11 | 15 | 12 | 50-46 | 48 | 24.282 |
| 2022–2023 | 11 | 20 | Premier League | 38 | 11 | 12 | 15 | 40-49 | 45 | 25.551 |
| 2023–2024 | 10 | 20 | Premier League | 38 | 13 | 10 | 15 | 57-58 | 49 | 24.937 |

### Palace in Europa
#R = #ronde, Competitie (?e) = Competitiefase (+ plaats in de competitie), PUC = punten UEFA coëfficiënten 
Uitslagen vanuit gezichtspunt Crystal Palace
| Seizoen | Competitie        | Ronde | Land               | Club           | Totaalscore | 1e W    | 2e W    | PUC |
| ------- | ----------------- | ----- | ------------------ | -------------- | ----------- | ------- | ------- | --- |
| 1998    | Intertoto Cup     | 3R    | Vlag van Turkije   | Samsunspor     | 0-4         | 0-2 (T) | 0-2 (U) | 0.0 |
| 2025/26 | Conference League | PO    | Vlag van Noorwegen | Fredrikstad FK | -           | (T)     | (U)     | 0.0 |

Totaal aantal punten voor UEFA coëfficiënten: 0.0

## Bekende (oud-)Eagles

### Spelers
- Patrick van Aanholt
- Joachim Andersen
- Jordan Ayew
- Christian Benteke
- Jack Butland
- Nathaniel Clyne
- Chris Coleman
- Scott Dann
- Conor Gallagher
- Andrew Johnson
- Sam Johnstone
- Hayden Mullins
- Jaïro Riedewald
- Julián Speroni
- James Tomkins
- Ian Wright
- Wilfried Zaha

### Trainers
- Sam Allardyce
- Frank de Boer
- Steve Bruce
- Oliver Glasner
- Ian Holloway
- Alan Pardew
- Tony Pulis
- Terry Venables
- Patrick Vieira
- Neil Warnock

### Crystal Palace WFC
De club kent ook een eigen hoogste vrouwen- voetbalteam.
Deze komt in het seizoen 2024-25 uit in de Women’s Super League. 
Bekende Nederlandse speelster is Ashleigh Weerden.
1 Henderson ·
2 Ward  ·
3 Mitchell ·
4 Holding ·
5 Lacroix ·
6 Guéhi ·
7 Sarr ·
8 Lerma ·
9 Nketiah ·
10 Eze ·
11 França ·
12 Muñoz ·
14 Mateta ·
15 Schlupp ·
16 Andersen ·
17 Clyne ·
18 Kamada ·
19 Hughes ·
20 Wharton ·
26 Richards ·
28 Doucouré ·
30 Turner ·
31 Matthews ·
34 Riad ·
Chalobah ·
Moulden ·
Coach: Glasner
Arsenal · 
Aston Villa · 
Bournemouth · 
Brentford · 	
Brighton & Hove Albion · 
Burnley ·
Chelsea · 
Crystal Palace · 
Everton · 
Fulham · 
Leeds United · 
Liverpool · 
Manchester City · 
Manchester United · 
Newcastle United · 
Nottingham Forest ·  
Sunderland ·
Tottenham Hotspur · 
West Ham United · 
Wolverhampton Wanderers